# Гумерова, Надежда Григорьевна
Наде́жда Григо́рьевна Гуме́рова (род. 1 января 1949, Мало-Убинка, Восточно-Казахстанская область) — советская и казахстанская легкоатлетка, специалистка по бегу на марафонские и сверхмарафонские дистанции. Выступала за сборную СССР по лёгкой атлетике в 1980-х годах, чемпионка Игр доброй воли в Москве, победительница Кубка Европы по марафону, действующая рекордсменка СССР и Казахстана в дисциплине 100 км. Также известна как тренер паралимпийской сборной России по лыжным гонкам и биатлону.

## Биография
Родилась 1 января 1949 года в селе Мало-Убинка Глубоковского района Восточно-Казахстанской области Казахской ССР.

### Спортсменка
Занималась лыжными гонками и лёгкой атлетикой в Усть-Каменогорске, окончила Усть-Каменогорский строительно-дорожный институт (1971) и Усть-Каменогорский педагогический институт (1978).
Первого серьёзного успеха на всесоюзном уровне добилась в сезоне 1980 году, когда выиграла серебряную медаль на чемпионате СССР по марафону в Ужгороде.
В 1981 году в составе советской сборной взяла бронзу на Кубке Европы по марафону в Ажене.
В 1982 году стала бронзовой призёркой на чемпионате СССР по марафону в Москве, в той же дисциплине закрыла двадцатку сильнейших на чемпионате Европы в Афинах, была восьмой на Нью-Йоркском марафоне, показав при этом 23-й результат мирового сезона — 2:35.37.
В 1983 году одержала победу на Кубке Европы по марафону в Ларедо.
В 1985 году помимо прочего выиграла марафон в Женеве, заняла 13-е место на Кубке Европы по марафону в Риме.
В 1986 году вновь была лучшей на марафоне в Женеве, с личным рекордом 2:33.35 выиграла марафонский забег в рамках Игр доброй воли в Москве (и стала победительницей разыгрывавшегося здесь чемпионата СССР), тогда как на чемпионате Европы в Штутгарте сошла с дистанции.
В 1990 году финишировала шестой в марафоне на Играх доброй воли в Сиэтле, заняла 20-е место на Нью-Йоркском марафоне.
В мае 1991 года стала второй в забеге 100 km del Passatore в итальянской Фаэнце — преодолела 100-километровую дистанцию за 8:05.47, установив тем самым всесоюзный рекорд, который впоследствии так и не был никем превзойдён.
В июне 1993 года на соревнованиях De Nacht van Vlaanderen в бельгийском Торхауте улучшила свой результат на 100 км — 7:46.44. Это время поныне остаётся национальным рекордом Казахстана.
Завершила карьеру профессиональной спортсменки по окончании сезона 1994 года.

### Тренер
В 1997 году вместе с мужем Амиром Абубакировичем Гумеровым переехала на постоянное жительство в город Белебей (Башкортостан). С 2002 года в качестве тренера находилась в паралимпийской сборной России по лыжным гонкам и биатлону, с 2003 года работала тренером-преподавателем в белебеевской Детско-юношеской спортивной школе. В числе её воспитанников такие известные спортсмены как Рустам Гарифуллин, Азат Карачурин, Кирилл Михайлов и др.

## Награды
Награждена орденом «За заслуги перед Республикой Башкортостан».

## Результаты

### Соревнования
| Год  | Соревнование     | Город              | Дистанция | Дата              | Результат         | Место                 |
| ---- | ---------------- | ------------------ | --------- | ----------------- | ----------------- | --------------------- |
| 1981 | Кубок Европы     | Ажен               | марафон   | 13 сентября       | 2:44.49           | III                   |
| 1983 | Кубок Европы     | Ларедо             | марафон   | 19 июня           | 2:38.36           | I                     |
| 1985 | Кубок Европы     | Рим                | марафон   | 15 сентября       | 2:39.32           | 13                    |
| 1986 | Игры доброй воли | Москва             | марафон   | 5 июля            | 2:33.35           | I                     |
| 1990 | Игры доброй воли | Сиэтл              | марафон   | 21 июля[уточнить] | 2:49.13[уточнить] | 6[уточнить]           |
| 1991 | Чемпионат мира   | Флоренция — Фаэнца | 100 км    | 25—26 мая         | 8:05.47 NR        | II (личный зачёт)     |
| 1991 | Чемпионат мира   | Флоренция — Фаэнца | 100 км    | 25—26 мая         | 27:01.02          | III (командный зачёт) |

| Год             | Соревнование | Город                | Дистанция    | Дата                  | Результат    | Место        |
| Лыжные гонки    | Лыжные гонки | Лыжные гонки         | Лыжные гонки | Лыжные гонки          | Лыжные гонки | Лыжные гонки |
| --------------- | ------------ | -------------------- | ------------ | --------------------- | ------------ | ------------ |
| 1974            | Спартакиада  | Свердловск           |              | 10—16 марта           |              | 19           |
| 1976            | Кубок        |                      |              |                       |              | 9            |
| 1977            | Чемпионат    | Сыктывкар[уточнить]  |              | 13—20 марта[уточнить] |              | 14           |
| 1978            | Спартакиада  | Свердловск[уточнить] |              | 11—18 марта[уточнить] |              | 13           |
| 1980            | Чемпионат    | Красноярск[уточнить] | 30 км        | 15—22 марта[уточнить] |              | 7            |
| Лёгкая атлетика |              |                      |              |                       |              |              |
| 1980            | Кубок        | Ужгород              | марафон      |                       | 2:46.13,0    | 2            |
| 1982            | Чемпионат    | Москва               | марафон      | 28 июня               | 2:37.24,0    | II           |
| 1986            | Чемпионат    | Москва               | марафон      | 5 июля                | 2:33.35      | I            |
| 1987            | Чемпионат    | Москва               | 30 км        | 10 мая                | 1:47.00,0    | 5            |

| Год  | Пробег        | Дистанция | Дата    | Результат     | Место       |
| ---- | ------------- | --------- | ------- | ------------- | ----------- |
| 1980 | газеты «Труд» | 30 км     | 15 июня | 1:54.00,0 MR  | I           |
| 1981 | газеты «Труд» | 30 км     | 7 июня  | 1:46.30,0 NR* | I           |
| 1984 | газеты «Труд» | 30 км     | 10 июня | 1:46.38,0     | III         |
| 1987 | газеты «Труд» | 30 км     | 10 мая  | 1:47.00,0     | 5[уточнить] |
| 1988 | газеты «Труд» | 30 км     | 17 июля | 1:52.04       | II          |